# $Trump
$TRUMP — криптовалютный токен, размещённый на блокчейн-платформе Solana. Изначально создан один миллиард монет, из которых 800 миллионов остаются собственностью компании, принадлежащей Дональду Трампу, а 200 миллионов были выпущены в ходе первичного предложения монет 17 января 2025 года.
$TRUMP не является самостоятельной криптовалютой — нет собственного блокчейна, платёжной системы, вознаграждения за построение новых блоков. Нет и обещания конвертировать токен в какой-либо другой актив. Это скорее похоже на памятную медаль или сувенир. На официальном сайте указывается, что покупка $TRUMP является формой выразить Трампу поддержку и одобрение.

## История
| Donald J. Trump  | через Twitter |
| @realDonaldTrump |               |

             My NEW Official Trump Meme is HERE! It’s time to celebrate everything we stand for: WINNING! Join my very special Trump Community. GET YOUR $TRUMP NOW. Go to gettrumpmemes.com/ — Have Fun!
         

        January 18, 2025

Мемкойн был запущен 17 января 2025 года, за три дня до запланированной инаугурации Трампа в качестве президента Соединённых Штатов. Отсутствие публичного объявления изначально вызвало опасения, что это мошенничество и может не иметь никакого отношения непосредственно к Трампу.
Несколько часов спустя Трамп объявил о $TRUMP в своих аккаунтах X и Truth Social. Логотип монеты представляет собой мультипликационное изображение Трампа, поднимающего кулак после покушения в июле 2024 года.
На официальном сайте монета признаётся мемом и описана как «единственный официальный мем Трампа» (англ. The only Official Trump Meme, by President Donald J. Trump.). В заявлении об отказе от ответственности говорится, что монета «не предназначена быть или не является предметом», инвестиционной возможностью или ценной бумагой, а также не является политической и не имеет ничего общего с какой-либо политической кампанией, политическим офисом или правительственным учреждением.
Токен был запущен на блокчейн-платформе Solana поздно ночью 17 января 2025 года по цене 7-8 долларов за монету. К утру цена выросла более чем на 300 %. 19 января к полудню цена достигла 75 долларов За два дня токен занял 19-е место по капитализации в сфере криптовалют с общей стоимостью почти в 13 миллиардов долларов (исходя из стоимости каждого из 200 миллионов токенов, выпущенных к полудню 19 января). New York Times сообщила, что аффилированные лица Трампа контролируют ещё 800 миллионов токенов, которые гипотетически могут стоить более 51 миллиарда долларов, что потенциально делает Трампа одним из самых богатых людей в мире. Также был запущен новый мемкойн $Melania, названный в честь жены Трампа.
После резкого подъёма началось падение котировок — 21 января цена снизилась вдвое и не превышала 38 долларов.
7 марта 2025 года цена стабилизировалась в диапазоне 12,5-14 долларов.

## Распределение токенов
Право собственности на токен в основном сосредоточено в двух компаниях, аффилированных с Trump Organization : CIC Digital LLC и Fight Fight Fight LLC, которые на 20 января 2025 года вместе владеют 80 процентами от общего созданного количества. Эти активы планируется постепенно продавать в течение трёх последующих лет.

## Критика
Мероприятие по вводу нового токена подверглось критике со стороны экспертов по этике и государственных надзорных органов. Потенциальная покупка монеты иностранными правительствами была отмечена как возможное нарушение пункта Конституции об иностранных вознаграждениях.
Запуск токена $TRUMP многие осудили по этическим соображениям, включая Адав Ноти, директора Campaign Legal Center и Джордана Либовиц, вице-президента по коммуникациям Citizens for Responsibility and Ethics в Вашингтоне. Ник Томаино, бывший руководитель Coinbase, охарактеризовал действия Трампа и выбор времени для запуска токена как «хищнические». Энтони Скарамуччи, бывший директор по коммуникациям Белого дома во время первой администрации Трампа, охарактеризовал монету как «коррупцию уровня Иди Амина» и сказал, что запуск монеты нанёс вред криптовалютной индустрии. Брендан Фишер, заместитель исполнительного директора Documented, новостного агентства, занимающегося расследованиями, сказал: «Время этого запуска не может быть совпадением. Это произошло сразу после окончания кампании Трампа и как раз перед тем, как он официально вступит в должность и будет полностью подчиняться федеральным этическим правилам».
В статье Forbes опасаются, что токен $TRUMP демонстрирует «тревожное слияние личного обогащения и политической власти».